# جائزة فرنسا الكبرى للدراجات النارية 2006
جائزة فرنسا الكبرى للدراجات النارية 2006 هو سباق دراجات نارية أقيم بتاريخ 21 مايو 2006. كان الجولة الخامسة من أصل 17 في سباق الجائزة الكبرى للدراجات النارية موسم 2006. فاز الإيطالي ماركو ميلاندري بفئة الموتو جي بي بينما جاء الإيطالي لوريس كابيروسي في المركز الثاني وحصل على المركز الثالث الإسباني داني بيدروسا.

## وصلات خارجية
- الموقع الرسمي